# Plessur
Die Plessur ist ein 33 Kilometer langer Fluss im Schweizer Kanton Graubünden.
Sie entspringt auf dem Gebiet der Gemeinde Arosa in den Plessur-Alpen, durchfliesst das Schanfigg und mündet in der Kantonshauptstadt Chur von rechts in den Alpenrhein.

## Name
Die Herkunft des Namens "Plessur" ist unklar, er hat möglicherweise sogar vorrömischen Charakter und wird mit dem alträtischen Wort «plud-tura» für deutsch «Fluss» in Verbindung gebracht.  Alten Urkunden zufolge wurde die Plessur früher auch Schanfigger Rhein oder Aroser Wasser genannt. In den Walsersiedlungen Arosa, Langwies und Praden waren auch die Bezeichnungen Landwasser und Landtbach gebräuchlich. Der heutige Name erscheint seit Ende des 12. Jahrhunderts, damals als Plassura, Plaussura oder Plessura.

## Geographie

### Quellgebiet und durchflossene Seen

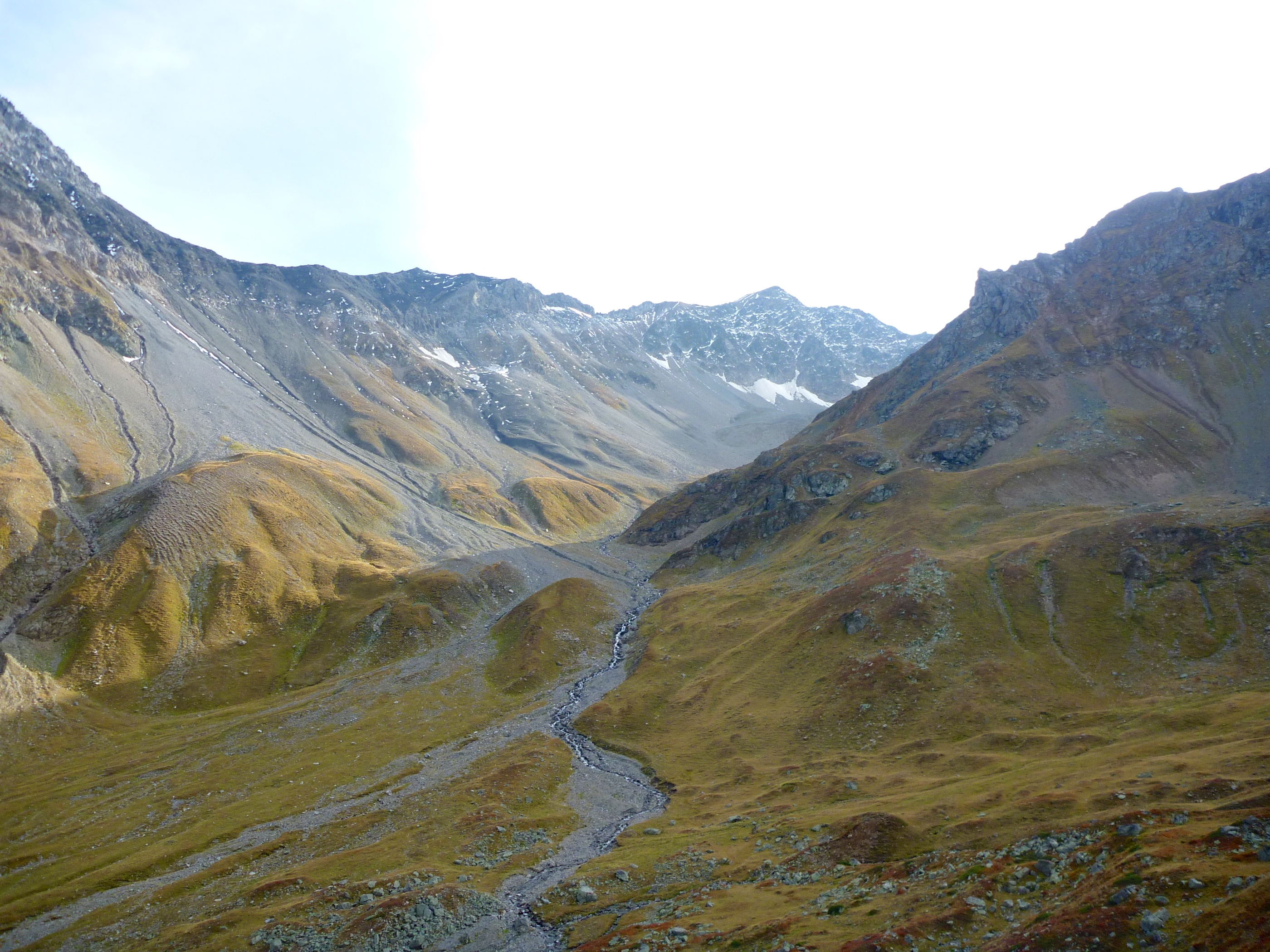
Quellgebiet der Plessur am Aroser Rothorn

Im Quellgebiet zwischen Älplisee, Totseeli und dem Bereich Erzhorn-Aroser Rothorn-Älplihorn führt die Plessur praktisch nur während der Schneeschmelze oder nach ergiebigen Niederschlägen Wasser. In der übrigen Zeit fliesst dieses unterirdisch und tritt erst kurz vor der Mulde des Älplisees zu Tage. Auch dessen Ausfluss erfolgt teilweise unter der Oberfläche, womit die Plessur erst in der Chlus oberhalb des Schwellisees permanent sichtbar wird. Unterhalb des Schwellisees, im Büalatobel, fliesst das Herrabächli vom Untera Wasserboda herkommend in die Plessur. Im Gründji oberhalb der Hörnli-Express-Talstation fliesst der Gampibach, weiter unten der Alpatobelbach zu, bevor sich im Büdemji bei der Bärabadschanze die Quellwasser des Aroser Unterberg (Schafrügg) dazugesellen. Beim Müliboda vereinigt sich der Melchernabach, in der Isel der Welschtobelbach sowie – vom Untersee herkommend – der Seebach mit der Plessur, bevor diese in den Stausee Arosa mündet. Der von der Maienfelder Furgga herkommende Furggabach fliesst direkt in den See. Die Plessur verlässt den Stausee via Schwellwuhr/Schluck in Richtung Langwies.

### Zuflüsse
- Schwarzseebach (links)
- Wissbach (Usserwald) (links)
- Wissbach (Grüenseeli) (rechts)
- Seebach (Unter Prätschsee) (links)
- Tiejer Bach (rechts)
- Büelenbach (rechts)
- Sapüner Bach (rechts)
- Platzbach (rechts)
- Pirigerbach (rechts)
- Gründjitobelbach (rechts)
- Matteltjibach (links)
- Frauentobelbach (rechts)
- Ruchbach (links)
- Farbtobelbach (rechts)
- Telf (rechts)
- Trümmelatobelbach (links)
- Rungser Rüfibach (links)
- Pardielertobelbach (rechts)
- Grosstobelbach (rechts)
- Grossbach (links)
- Rüfinalertobelbach (links)
- Gadenstetter Bäche (links)
- Clasauerertobelbach (rechts)
- Sagenbach (links)
- Pajüelbach (links)
- Schelmentobelbach (rechts)
- Prader Bäche (links)
- Castielertobelbach (rechts)
- Calfreisertobelbach (rechts)
- Sagentobelbach (links)
- Steinbach (links)
- Rabiosa (links)
- Nasstobelbach (rechts)

## Hochwasser

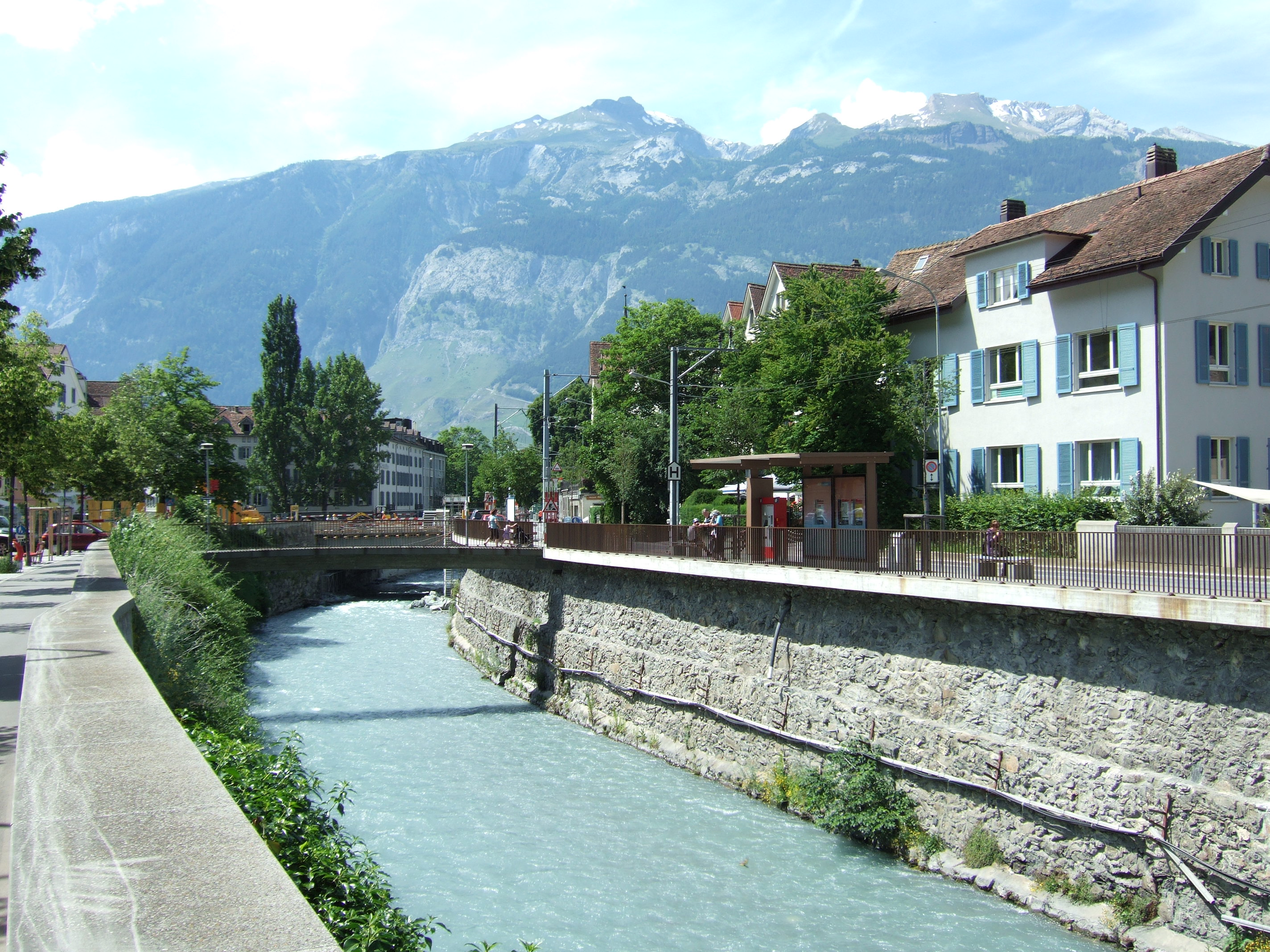
Kanalisierung der Plessur am Linden- und Plessurquai in der Stadt Chur

Im Jahr 1300 verursachte die Plessur in Chur eine grosse Wassernot. 1570 brach die Plessur bei einem Unwetter aus und schädigte die Umgebung von Chur schwer. Der Schaden wurde auf über 1000 Kronen geschätzt. Auch 1584 richteten Überschwemmungen in Chur Schäden an. Ein Chronist schrieb: Das Stadtvolk wurde auf die Wehr gerufen. Sie mussten viele fruchtbare Bäume fällen, um das Wasser vor der Stadt zu schwellen.
Am 6./8. Juli 1861 schreckte die tobende Plessur um Mitternacht die Churer Bevölkerung aus dem Schlaf. Der Plessurfall und die Totenbrücke wurden zerstört. Das städtische Armenhaus, 45 Meter vom Ufer entfernt, stand gut anderthalb Meter unter Wasser. 
Heute ist die Plessur im Bereich der Stadt Chur, beispielsweise beim Plessurquai, stark kanalisiert und stellt keine Gefahr mehr dar.

## Brücken

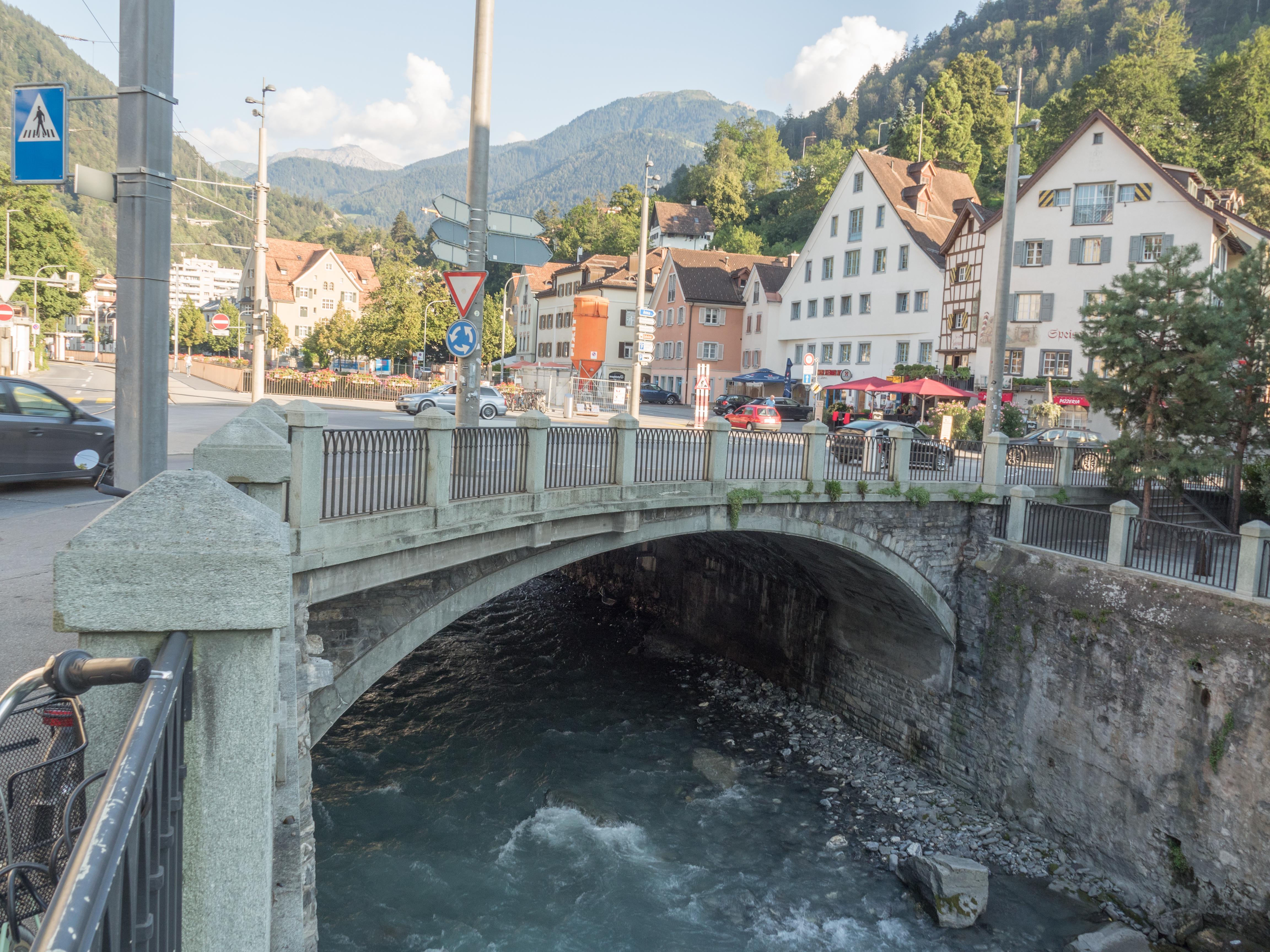
Obertorbrücke über die Plessur, Chur GR

Auf der Strecke der Arosabahn wird die Plessur bei Langwies von der Rhätischen Bahn überquert. Der markante, 1914 fertiggestellte, Langwieser Viadukt des Ingenieurs Eduard Züblin überspannt die Plessur und den dort zufliessenden Sapüner-/Fondeierbach in einer Höhe von 62 Meter und mit einer Länge von 287 Meter. Als zweite grosse Überquerung ist vor den Toren Churs die St. Luzibrücke als neue Linienführung für die Schanfiggerstrasse geplant.

## Varia
Mangels anderer Möglichkeiten spielte der EHC Chur im Winter 1937/38 teilweise im Bereich des Lindenquais auf der gefrorenen Plessur.

## Bildergalerie

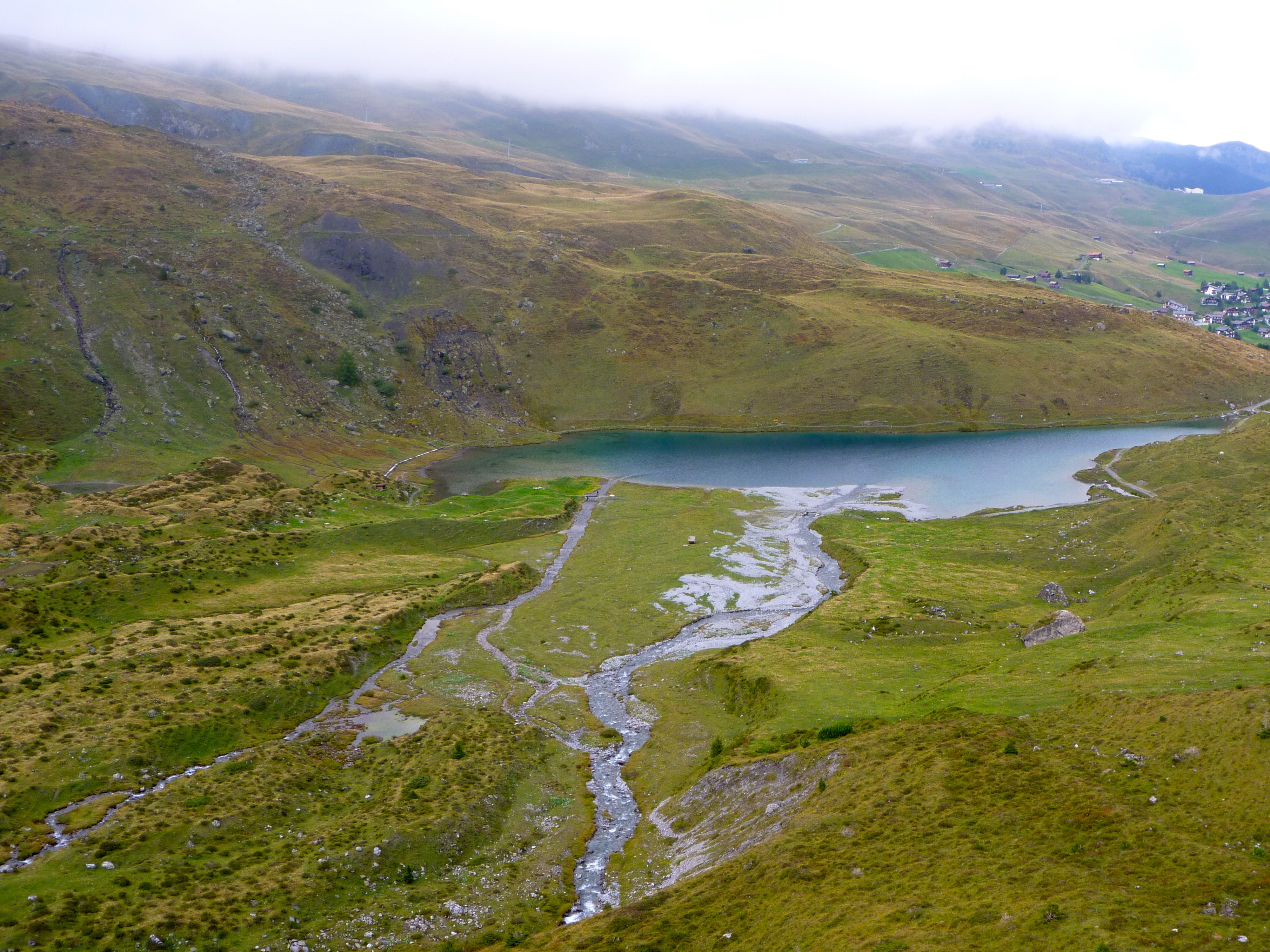
Beim Schwellisee
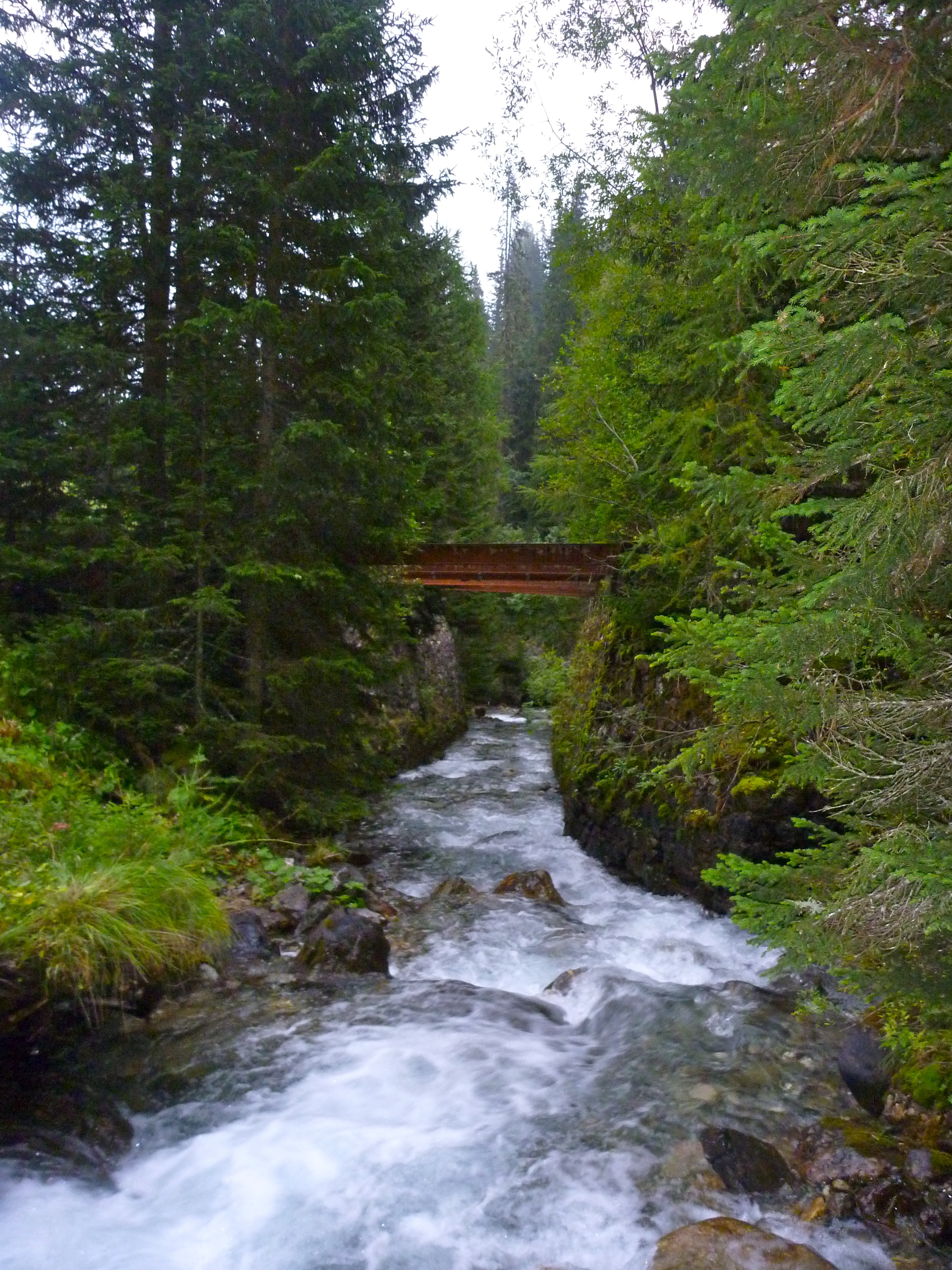
Bei ehemaliger Plessurschanze
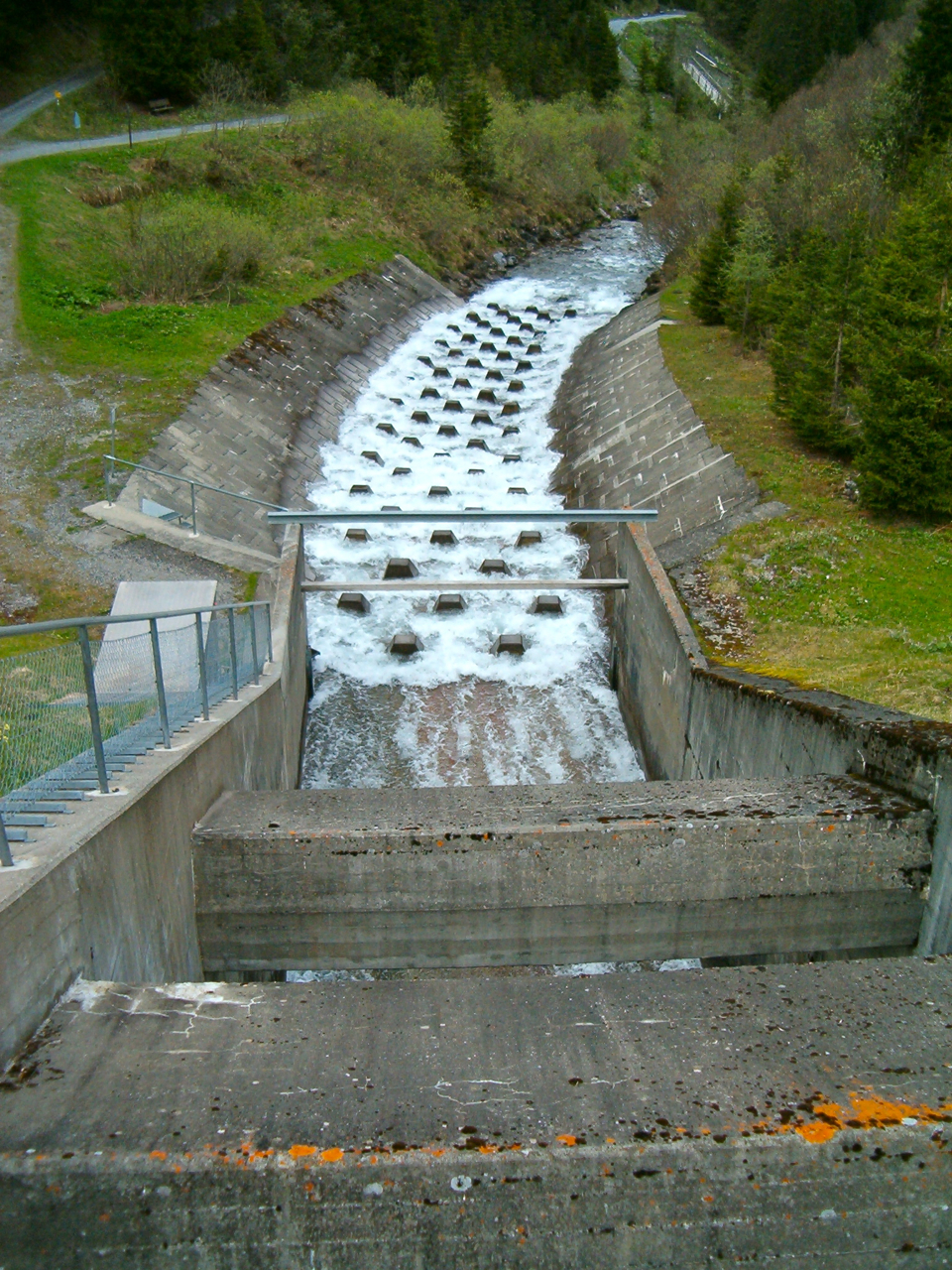
Im Schlugg beim Staudamm Schwellwuhr (Stausee Arosa)
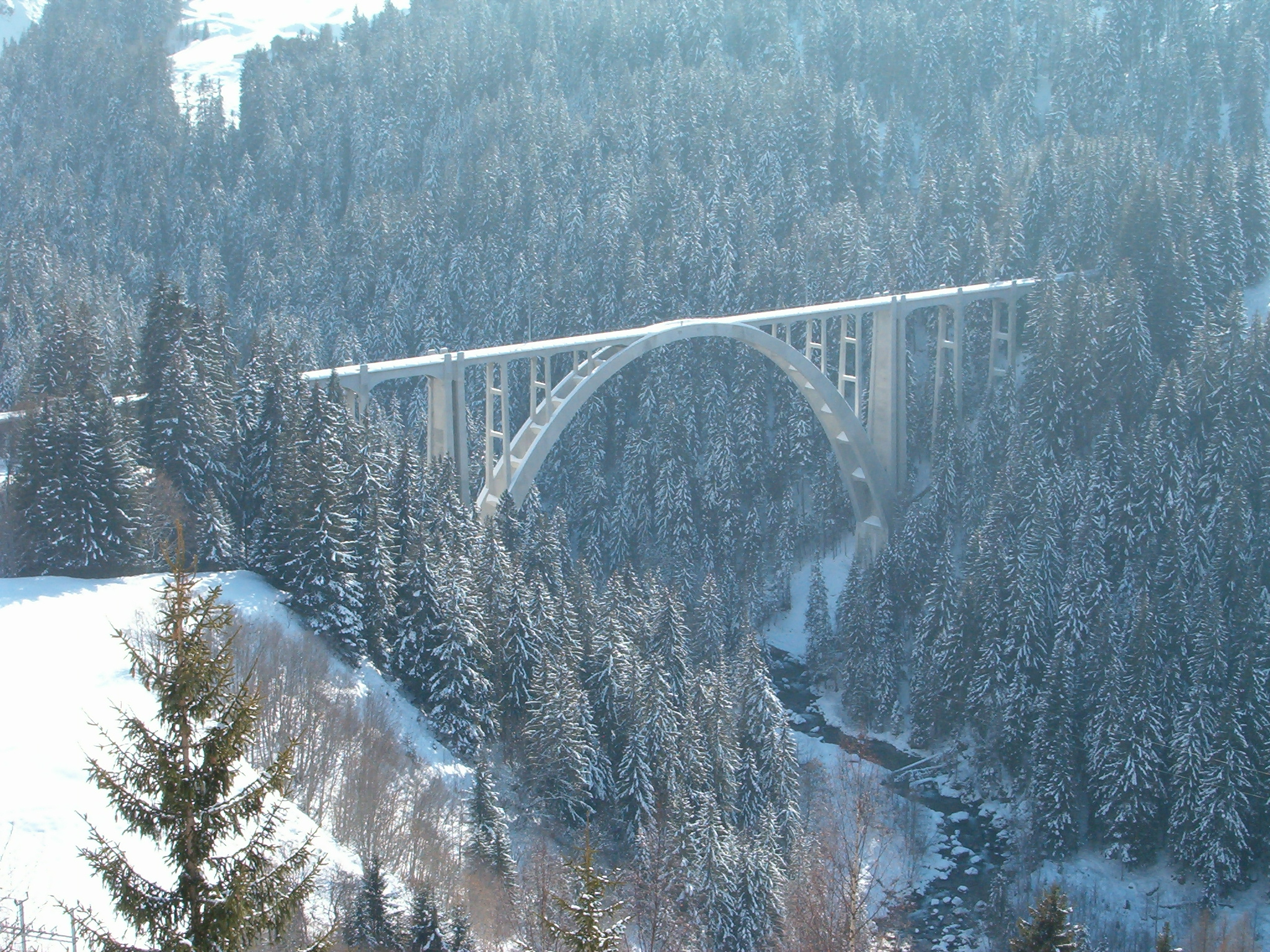
Plessur beim Langwieser Viadukt
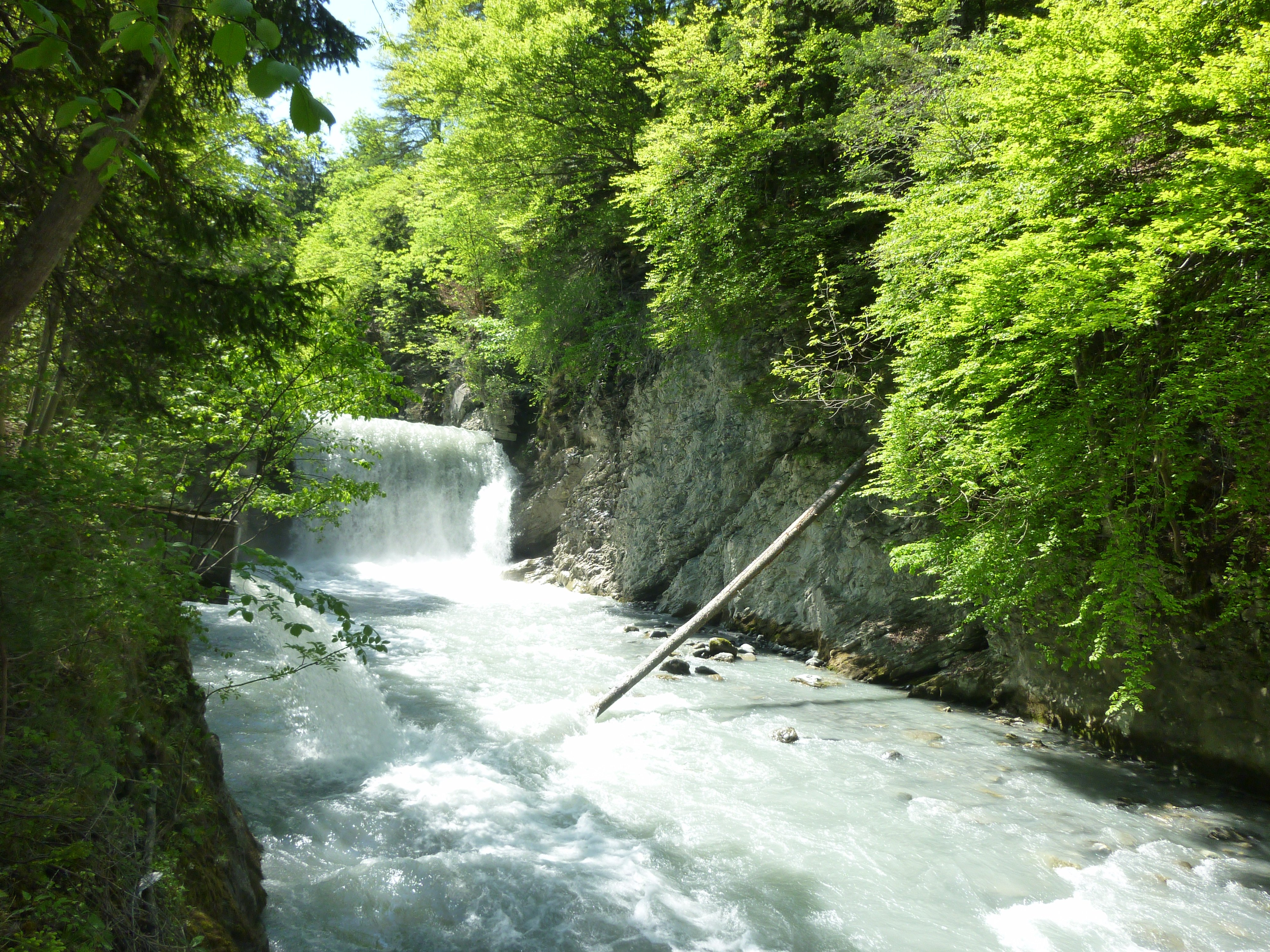
Plessurfall in Chur
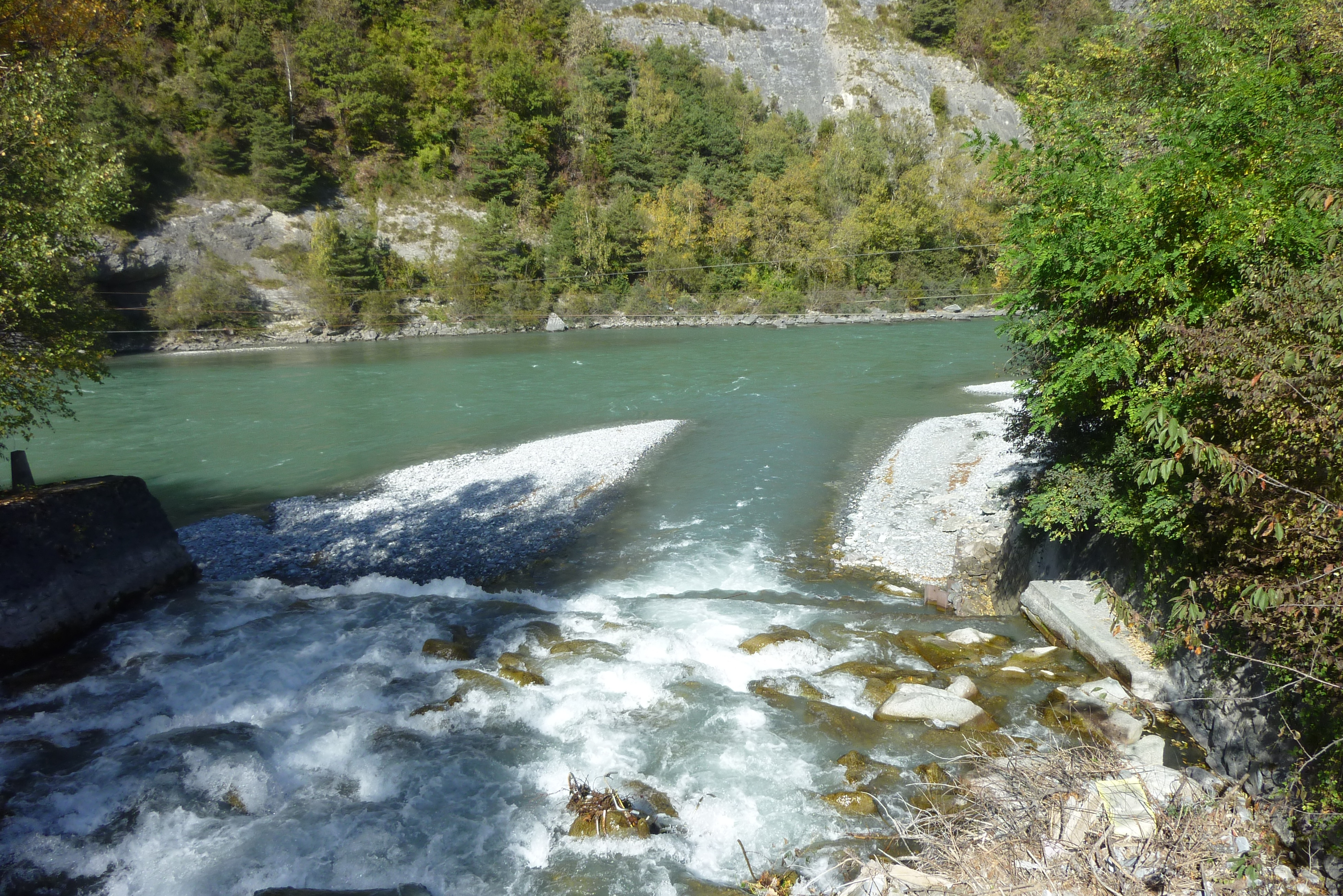
Mündung in den Rhein